# Коммерческий акт
Коммерческий акт — основной документ, подтверждающий обстоятельства утраты, недостачи, порчи или повреждения перевозимого груза. Составляется грузоперевозчиком и используется для последующего определения ответственности перевозчика, грузоотправителя и грузополучателя за нанесённый ущерб.
Согласно законодательству РФ, коммерческий акт должен быть составлен в день получения груза (при невозможности — на следующий день) и быть выдан перевозчиком грузополучателю в течение трёх дней.